# فریدریش جولیوس اشتال
فریدریش جولیوس اشتال (انگلیسی: Friedrich Julius Stahl؛ ۱۶ ژانویهٔ ۱۸۰۲ – ۱۰ اوت ۱۸۶۱) سیاست‌مدار، استاد دانشگاه و وکیل اهل آلمان بود.
او در وورتسبورگ به دنیا آمد و از بچگی در خانواده یهودی بزرگ شد.